# علی‌آباد (مود)
علی‌آباد یک روستا در ایران است که در دهستان مود شهرستان سربیشه واقع شده‌است. علی‌آباد ۲۹ نفر جمعیت دارد.